# Wielmierzowice
Wielmierzowice (niem. Wilmersdorf) – przysiółek wsi Januszkowice w Polsce, położony w województwie opolskim, w powiecie krapkowickim, w gminie Zdzieszowice.
Wielmierzowice wchodzą w skład sołectwa Januszkowice.
W latach 1975–1998 przysiółek administracyjnie należał do ówczesnego województwa opolskiego.

## Nazwa
Nazwa wsi pochodzi od staropolskiego imienia męskiego Wielimir. W alfabetycznym spisie miejscowości na terenie Śląska wydanym w 1830 roku we Wrocławiu przez Johanna Knie wieś występuje pod obecnie używaną, polską nazwą Wielmierzowice oraz zgermanizowaną - Wielmierzowitz.

## Historia
Od końca XVIII w. wieś posiadała własną pieczęć gminną, na której przedstawiono drwala przy pracy z lewej i drzewo z prawej strony.
W 1910 roku 189 mieszkańców mówiło w języku polskim, natomiast 48 osób posługiwało się jedynie językiem niemieckim. W wyborach komunalnych w listopadzie 1919 roku głosowano razem z Januszkowicami i oddano wszystkie 193 głosy na listę polską, co pozwoliło na zdobycie kompletu 9 mandatów. Podczas plebiscytu w 1921 roku we wsi uprawnionych do głosowania było 170 mieszkańców (w tym 27 emigrantów). Za Polską głosowało 90 osób, natomiast za Niemcami 76 mieszkańców. Wielmierzowice byłym miejscem walk w okresie III powstania śląskiego. 8 maja zostały zajęte przez zdobyte przez baon z Podgrupy "Bogdan". 19-20 maja wojska niemieckie przeprowadziły działania demonstracyjne, pozorujące przekraczanie Odry, co miało doprowadzić do rozciągnięcia sił powstańczych. 21-22 maja miejscowość została utracona. 23 maja, korzystając ze wsparcia powstańczych pociągów pancernych, Wielmierzowice zostały odbite przez pułk zabrski Pawła Cymsa. Ostatecznie Niemcy zdobyli miejscowość 5 czerwca.